# Navarone Foor
Navarone Chesney Kai Foor (Opheusden, 4 februari 1992) is een Nederlands profvoetballer van Molukse afkomst die doorgaans als aanvallende middenvelder speelt.

## Clubcarrière

### N.E.C.
Foor begon als kind te voetballen bij Sparta '57, maar ging al op jonge leeftijd naar de Voetbal Academie N.E.C./FC Oss. In mei 2010 debuteerde hij voor Jong N.E.C.. In het seizoen 2010/11 speelde Foor als A-junior al regelmatig mee met Jong N.E.C. en trainde hij al met het eerste team. In het seizoen 2011/12 maakte hij de definitieve overstap naar de hoofdmacht van N.E.C.. Medio april 2011 tekende Foor een contract voor twee seizoenen, met een optie voor een extra seizoen. Hij debuteerde op 6 augustus 2011 met een basisplaats in een uitwedstrijd bij sc Heerenveen (2-2). In dat seizoen brak hij ook door bij N.E.C. Op 22 april 2012 maakte hij zijn eerste treffer voor N.E.C., in een met 2–1 verloren uitwedstrijd tegen PSV. Ook in de play-off wedstrijd tegen Vitesse (3-2) scoorde hij een belangrijke gelijkmaker.
In zijn tweede seizoen bij N.E.C. bleef Foor met rugnummer 25 voetballen. Hij kwam dat seizoen tot 29 van de 34 competitiewedstrijden. Het jaar erop kreeg Foor rugnummer 10 en scoorde hij twee keer in de competitie en één keer in de beker. Foor degradeerde echter in dat seizoen uit de Eredivisie, maar bleef bij de club en op 3 april 2015 werd hij met N.E.C. kampioen van de Eerste divisie door in de thuiswedstrijd tegen Sparta met 1–0 te winnen. Hij miste slechts één wedstrijd, scoorde zeven keer en gaf negen assists. In dat seizoen werd hij tevens door N.E.C.-speler van het seizoen verkozen, gebaseerd op de stemmen die de supporters elke thuiswedstrijd uitbrachten in het stadion. Het was tevens zijn meest productieve seizoen.
In het seizoen 2015/16 was hij onbetwist basisspeler en was hij in het begin van het seizoen gelijk belangrijk door in de eerste vier wedstrijden twee keer het duel te beslissen, door zowel tegen Excelsior als tegen Willem II met afstandsschoten de enige treffer van de wedstrijd te maken. Zijn treffer in de Amsterdam ArenA tegen Ajax op 13 maart 2016 zorgde mede voor een knap gelijkspel tegen de titelkandidaat. Hij werd aan het einde van de laatste thuiswedstrijd tegen Roda JC net als het jaar ervoor benoemd tot speler van het jaar. Op 21 maart 2016 maakte Foor bekend dat hij N.E.C. na vijf seizoenen en ruim 150 officiële duels ging verlaten.

### Vitesse
Op 13 mei 2016 tekende hij een vierjarig contract bij Vitesse. Doordat hij zijn contract bij N.E.C. had uitgediend, kon de Arnhemse club hem transfervrij overnemen. Op 3 juli 2016 maakte hij in een oefenduel voor de start van de competitie, tegen Sjachtar Donetsk (2–0), zijn officieuze debuut in het eerste elftal. Vlak voor de competitiestart raakte Foor geblesseerd aan zijn enkel, en miste daardoor de eerste vier duels in de Eredivisie. Op 11 september 2016 maakte hij in een uitwedstrijd bij Ajax (1–0) zijn officiële debuut voor Vitesse. In 2017 won hij de KNVB Beker met de club. Foor beleefde ook eenmaal de strijd om de Johan Cruijff Schaal, die werd verloren van Feyenoord. In totaal speelde Foor drieënhalf jaar in Arnhem. Hij kwam bij Vitesse tot 138 officiële optredens waarin hij 14 maal scoorde. Daarbij zaten negen optredens in de Europa League.

### SC Cambuur
Na omzwervingen in de Verenigde Arabische Emiraten (Al-Ittihad Kalba SC), Cyprus (Paphos FC) en Letland (Riga FC) keerde hij na drie jaar terug in de Eredivisie. In januari 2023 tekende hij een contract tot het einde van het seizoen 2022/2023 bij SC Cambuur. Hij maakte op 5 februari zijn debuut tegen AFC Ajax. Op 5 maart was hij met één goal en twee assists belangrijk in een 4-1 overwinning op Go Ahead Eagles. Met Cambuur degradeerde hij uit de Eredivisie. Hij kwam tot vijftien wedstrijden voor de Friezen, waarin hij goed was voor twee goals en twee assists.
Foor vervolgde zijn loopbaan in augustus 2023 bij het Cypriotische Karmiotissa FC dat uitkomt in de A Divizion. In januari 2024 ging hij in Turkije voor Bandırmaspor in de TFF 1. Lig spelen. Na een half jaar liet hij zijn contract daar ontbinden en keerde weer naar Nederland terug. Hij ging bij TOP Oss meetrainen om zijn conditie op peil te houden.

### VVV-Venlo
Op 31 januari 2025 tekende hij een contract bij VVV-Venlo tot het einde van het seizoen 2024/25 met een optie voor nog een jaar. Die optie werd in mei 2025 door de club gelicht.

## Clubstatistieken

### Beloften
| 2016/17                               | Jong Vitesse    | Tweede divisie  | 1 | 0 | 1 | 0 |
| Totaal beloften                       | Totaal beloften | Totaal beloften | 1 | 0 | 1 | 0 |
| Bijgewerkt tot en met 31 januari 2025 |                 |                 |   |   |   |   |

### Senioren
| Seizoen                                | Club            | Competitie       | Competitie | Competitie | Beker | Beker | Overig | Overig | Totaal | Totaal |
| Seizoen                                | Club            | Competitie       | Duels      | Goals      | Duels | Goals | Duels  | Goals  | Duels  | Goals  |
| -------------------------------------- | --------------- | ---------------- | ---------- | ---------- | ----- | ----- | ------ | ------ | ------ | ------ |
| 2011/12                                | N.E.C.          | Eredivisie       | 28         | 1          | 3     | 0     | 2      | 1      | 33     | 2      |
| 2012/13                                | N.E.C.          | Eredivisie       | 29         | 0          | 1     | 0     | —      | —      | 30     | 0      |
| 2013/14                                | N.E.C.          | Eredivisie       | 24         | 2          | 4     | 1     | —      | —      | 28     | 3      |
| 2014/15                                | N.E.C.          | Eerste divisie   | 37         | 7          | 2     | 0     | —      | —      | 39     | 7      |
| 2015/16                                | N.E.C.          | Eredivisie       | 34         | 4          | 3     | 1     | —      | —      | 37     | 5      |
| 2016/17                                | Vitesse         | Eredivisie       | 29         | 6          | 5     | 0     | —      | —      | 34     | 6      |
| 2017/18                                | Vitesse         | Eredivisie       | 30         | 3          | 1     | 0     | 10     | 0      | 41     | 3      |
| 2018/19                                | Vitesse         | Eredivisie       | 30         | 5          | 4     | 0     | 8      | 0      | 42     | 5      |
| 2019/20                                | Vitesse         | Eredivisie       | 17         | 0          | 1     | 0     | —      | —      | 18     | 0      |
| 2019/20                                | Al-Ittihad      | Gulf League      | 5          | 0          | 0     | 0     | —      | —      | 5      | 0      |
| 2020/21                                | Pafos FC        | Protathlima Cyta | 34         | 1          | 2     | 0     | —      | —      | 36     | 1      |
| 2021/22                                | Pafos FC        | Protathlima Cyta | 26         | 0          | 2     | 0     | —      | —      | 28     | 0      |
| 2022/23                                | Riga FC         | Virslīga         | 11         | 0          | 0     | 0     | —      | —      | 11     | 0      |
| 2022/23                                | SC Cambuur      | Eredivisie       | 15         | 2          | 0     | 0     | —      | —      | 15     | 2      |
| 2023/24                                | Karmiotissa     | Protathlima Cyta | 15         | 2          | 1     | 0     | —      | —      | 16     | 2      |
| 2023/24                                | Bandırmaspor    | 1. Lig           | 8          | 1          | 2     | 0     | —      | —      | 10     | 1      |
| 2024/25                                | VVV-Venlo       | Eerste divisie   | 14         | 2          | 0     | 0     | —      | —      | 14     | 2      |
| 2025/26                                | VVV-Venlo       | Eerste divisie   | 2          | 1          | 0     | 0     | —      | —      | 2      | 1      |
| Totaal senioren                        | Totaal senioren | Totaal senioren  | 388        | 37         | 31    | 2     | 20     | 1      | 439    | 40     |
| Carrière totaal                        | Carrière totaal | Carrière totaal  | 389        | 37         | 31    | 2     | 20     | 1      | 440    | 40     |
| Bijgewerkt tot en met 15 augustus 2025 |                 |                  |            |            |       |       |        |        |        |        |

## Doelpunten
| Goals van Navarone Foor     | Goals van Navarone Foor | Goals van Navarone Foor       | Goals van Navarone Foor | Goals van Navarone Foor | Goals van Navarone Foor |
| №                           | Datum                   | Wedstrijd                     | Uitslag                 | Competitie              | Goals                   |
| Als speler van N.E.C.       | Als speler van N.E.C.   | Als speler van N.E.C.         | Als speler van N.E.C.   | Als speler van N.E.C.   | Als speler van N.E.C.   |
| --------------------------- | ----------------------- | ----------------------------- | ----------------------- | ----------------------- | ----------------------- |
| 1.                          | 22 april 2012           | PSV – N.E.C.                  | 2 – 1                   | Eredivisie              | 1                       |
| 2.                          | 10 mei 2012             | N.E.C. – Vitesse              | 3 – 2                   | Play-offs               | 1                       |
| 3.                          | 3 augustus 2013         | N.E.C. – FC Groningen         | 1 – 4                   | Eredivisie              | 1                       |
| 4.                          | 24 september 2013       | Harkemase Boys – N.E.C.       | 0 – 8                   | KNVB Beker              | 1                       |
| 5.                          | 15 februari 2014        | RKC Waalwijk – N.E.C.         | 1 – 3                   | Eredivisie              | 1                       |
| 6.                          | 7 december 2014         | N.E.C. – Achilles '29         | 6 – 2                   | Eerste divisie          | 2                       |
| 8.                          | 27 februari 2015        | N.E.C. – Roda JC Kerkrade     | 3 – 0                   | Eerste divisie          | 2                       |
| 10.                         | 16 maart 2015           | N.E.C. – FC Volendam          | 7 – 0                   | Eerste divisie          | 1                       |
| 11.                         | 24 april 2015           | FC Den Bosch – N.E.C.         | 1 – 3                   | Eerste divisie          | 1                       |
| 12.                         | 1 mei 2015              | N.E.C. – Jong Ajax            | 2 – 1                   | Eerste divisie          | 1                       |
| 13.                         | 12 augustus 2015        | N.E.C. – Excelsior            | 1 – 0                   | Eredivisie              | 1                       |
| 14.                         | 28 augustus 2015        | Willem II – N.E.C.            | 0 – 1                   | Eredivisie              | 1                       |
| 15.                         | 29 oktober 2015         | N.E.C. – Sparta Rotterdam     | 4 – 0                   | KNVB Beker              | 1                       |
| 16.                         | 13 maart 2016           | Ajax – N.E.C.                 | 2 – 2                   | Eredivisie              | 1                       |
| 17.                         | 1 mei 2016              | N.E.C. – Roda JC              | 1 – 2                   | Eredivisie              | 1                       |
| Als speler van Vitesse      |                         |                               |                         |                         |                         |
| 18.                         | 23 oktober 2016         | N.E.C. – Vitesse              | 1 – 1                   | Eredivisie              | 1                       |
| 19.                         | 21 januari 2017         | FC Groningen – Vitesse        | 1 – 1                   | Eredivisie              | 1                       |
| 20.                         | 26 februari 2017        | Go Ahead Eagles – Vitesse     | 1 – 3                   | Eredivisie              | 1                       |
| 21.                         | 10 maart 2017           | Vitesse – Sparta Rotterdam    | 5 – 0                   | Eredivisie              | 1                       |
| 22.                         | 5 april 2017            | Heracles Almelo – Vitesse     | 0 – 1                   | Eredivisie              | 1                       |
| 23.                         | 8 april 2017            | Vitesse – SC Heerenveen       | 4 – 2                   | Eredivisie              | 1                       |
| 24.                         | 22 oktober 2017         | SC Heerenveen – Vitesse       | 0 – 4                   | Eredivisie              | 1                       |
| 25.                         | 4 maart 2018            | Vitesse – Ajax                | 3 – 2                   | Eredivisie              | 1                       |
| 26.                         | 11 maart 2018           | FC Utrecht – Vitesse          | 5 – 1                   | Eredivisie              | 1                       |
| 27.                         | 7 oktober 2018          | Vitesse – Heracles Almelo     | 4 – 0                   | Eredivisie              | 1                       |
| 28.                         | 18 januari 2019         | Vitesse – Excelsior           | 3 – 2                   | Eredivisie              | 1                       |
| 29.                         | 24 februari 2019        | FC Emmen – Vitesse            | 0 – 3                   | Eredivisie              | 1                       |
| 30.                         | 16 maart 2019           | Heracles Almelo – Vitesse     | 3 – 2                   | Eredivisie              | 1                       |
| 31.                         | 23 april 2019           | Ajax – Vitesse                | 4 – 2                   | Eredivisie              | 1                       |
| Als speler van Pafos FC     |                         |                               |                         |                         |                         |
| 32.                         | 7 november 2020         | Pafos FC – AEL Limassol       | 1 – 0                   | A Divizion              | 1                       |
| Als speler van SC Cambuur   |                         |                               |                         |                         |                         |
| 33.                         | 5 maart 2023            | SC Cambuur – Go Ahead Eagles  | 4 – 1                   | Eredivisie              | 1                       |
| 34.                         | 28 mei 2023             | SC Cambuur – RKC Waalwijk     | 4 – 0                   | Eredivisie              | 1                       |
| Als speler van Karmiotissa  |                         |                               |                         |                         |                         |
| 35.                         | 12 november 2023        | Karmiotissa – Aris Limassol   | 4 – 1                   | A Divizion              | 1                       |
| 36.                         | 27 november 2023        | Doxa Katokopias – Karmiotissa | 2 – 2                   | A Divizion              | 1                       |
| Als speler van Bandırmaspor |                         |                               |                         |                         |                         |
| 37.                         | 28 januari 2024         | Bandırmaspor – Giresunspor    | 6 – 0                   | TFF 1. Lig              | 1                       |
| Als speler van VVV-Venlo    |                         |                               |                         |                         |                         |
| 38.                         | 29 maart 2025           | Roda JC Kerkrade – VVV-Venlo  | 1 – 4                   | Eerste divisie          | 1                       |
| 39.                         | 13 april 2025           | VVV-Venlo – Helmond Sport     | 4 – 1                   | Eerste divisie          | 1                       |
| 40.                         | 8 augustus 2025         | De Graafschap – VVV-Venlo     | 3 – 2                   | Eerste divisie          | 1                       |

## Internationaal
Foor kwam voor de nationale elftallen onder 19, onder 20 en onder 21 uit. Hij maakte in de zomer van 2012 zijn debuut in het shirt van Jong Oranje. Als jeugdinternational van onder 20 scoorde hij tegen Jong Denemarken zijn eerste en enige goal in het shirt van Oranje.

## Erelijst
Als speler

| Competitie              |        |         |        |        |
| Competitie              | Aantal | Jaren   |        |        |
| N.E.C.                  | N.E.C. | N.E.C.  | N.E.C. | N.E.C. |
| ----------------------- | ------ | ------- | ------ | ------ |
| Kampioen Eerste divisie | 1×     | 2014/15 |        |        |
| Vitesse                 |        |         |        |        |
| KNVB Beker              | 1×     | 2016/17 |        |        |

Persoonlijk
 N.E.C.
- Speler van het jaar 2014/15
- Speler van het jaar 2015/16

## Persoonlijk
Foor is vernoemd naar de film The Guns of Navarone. Zijn oorspronkelijke familienaam is For. Bij aankomst in Nederland werd de naam van zijn opa echter als Foor geregistreerd en de familie heeft dit nooit gewijzigd.

## Lees ook
- Lijst van spelers van N.E.C.
- Lijst van spelers van Vitesse
- Lijst van spelers van SC Cambuur
- Lijst van spelers van VVV-Venlo

1 Doornbusch ·
3 Verheij ·
4 Timber ·
5 De Blok ·
6 Kluskens ·
7 Wehmeyer ·
8 Braem ·
9 Zandbergen ·
10 Triep ·
11 Ait Mouhou ·
13 Schoonderwaldt ·
14 Reinders ·
15 Joosten ·
16 Heise ·
17 Saddiki ·
18 Van Zijl ·
20 Eijgenraam ·
21 Kessels ·
22 Taylan ·
24 Odriss ·
25 Foor ·
26 Matoug ·
27 Kromah ·
31 Davis ·
33 Blancquart  ·
35 El Anbri ·
37 Van Zutphen ·
41 Soferis ·
45 Mephtah ·
46 Korsten ·
47 S. Janssen ·
Coach: Lammers
· Assistent-trainer: J. Janssen
· Assistent-trainer: Rossen
· Keeperstrainer: Buitenkamp